# St. Lorenz in Rentsch

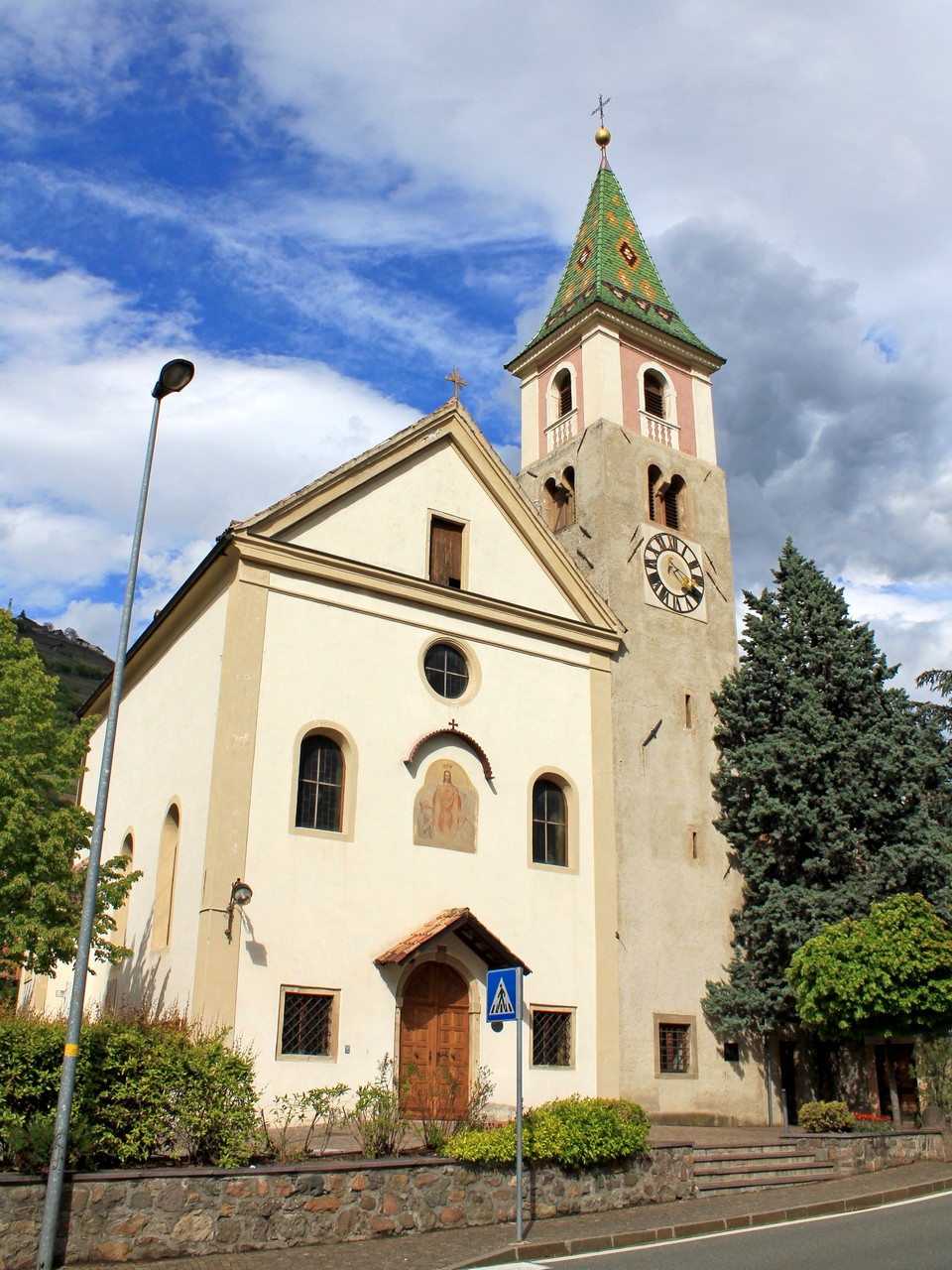
Die St.-Lorenz-Kirche in Rentsch

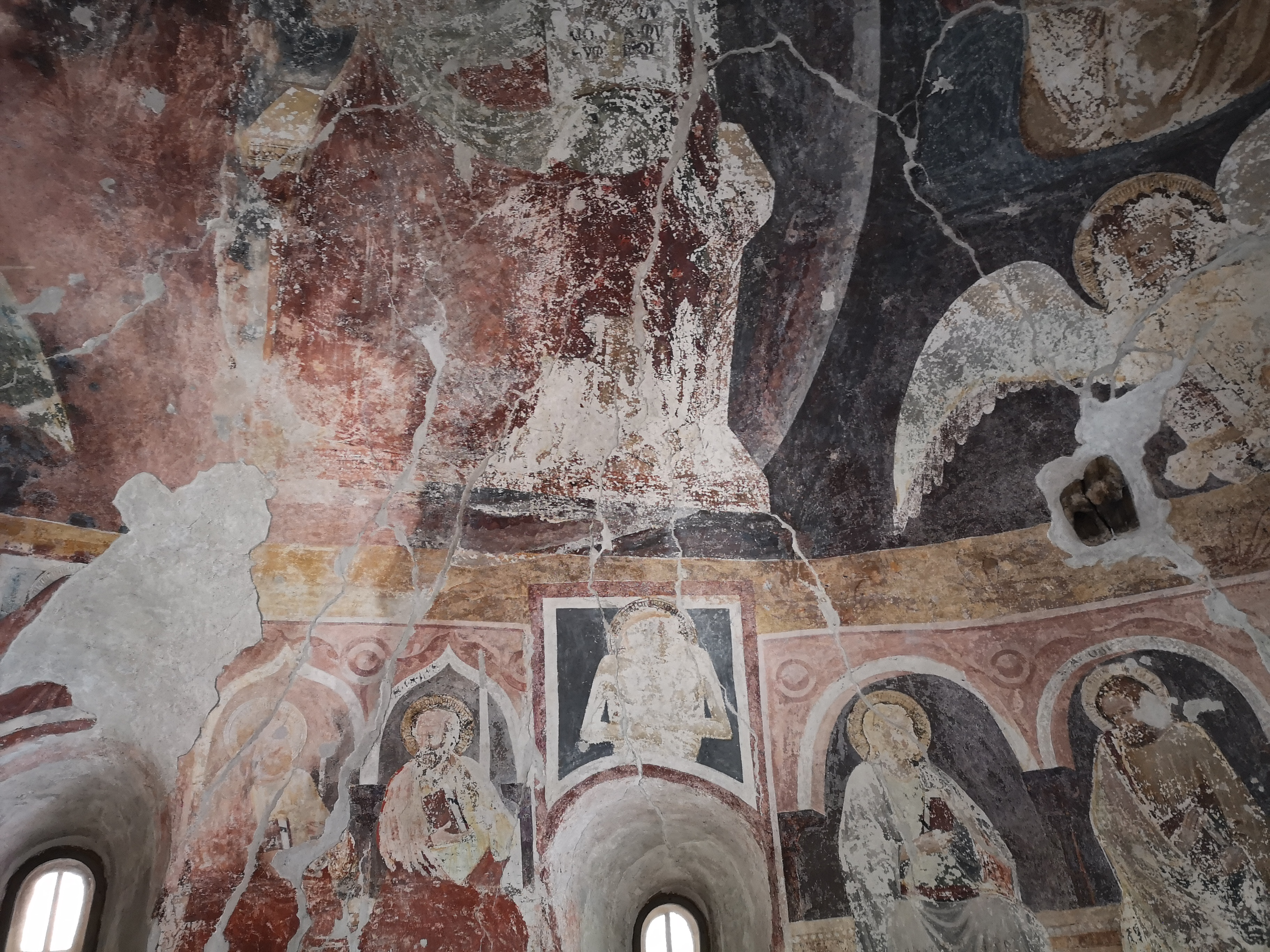
Fresken der alten Ostapsis

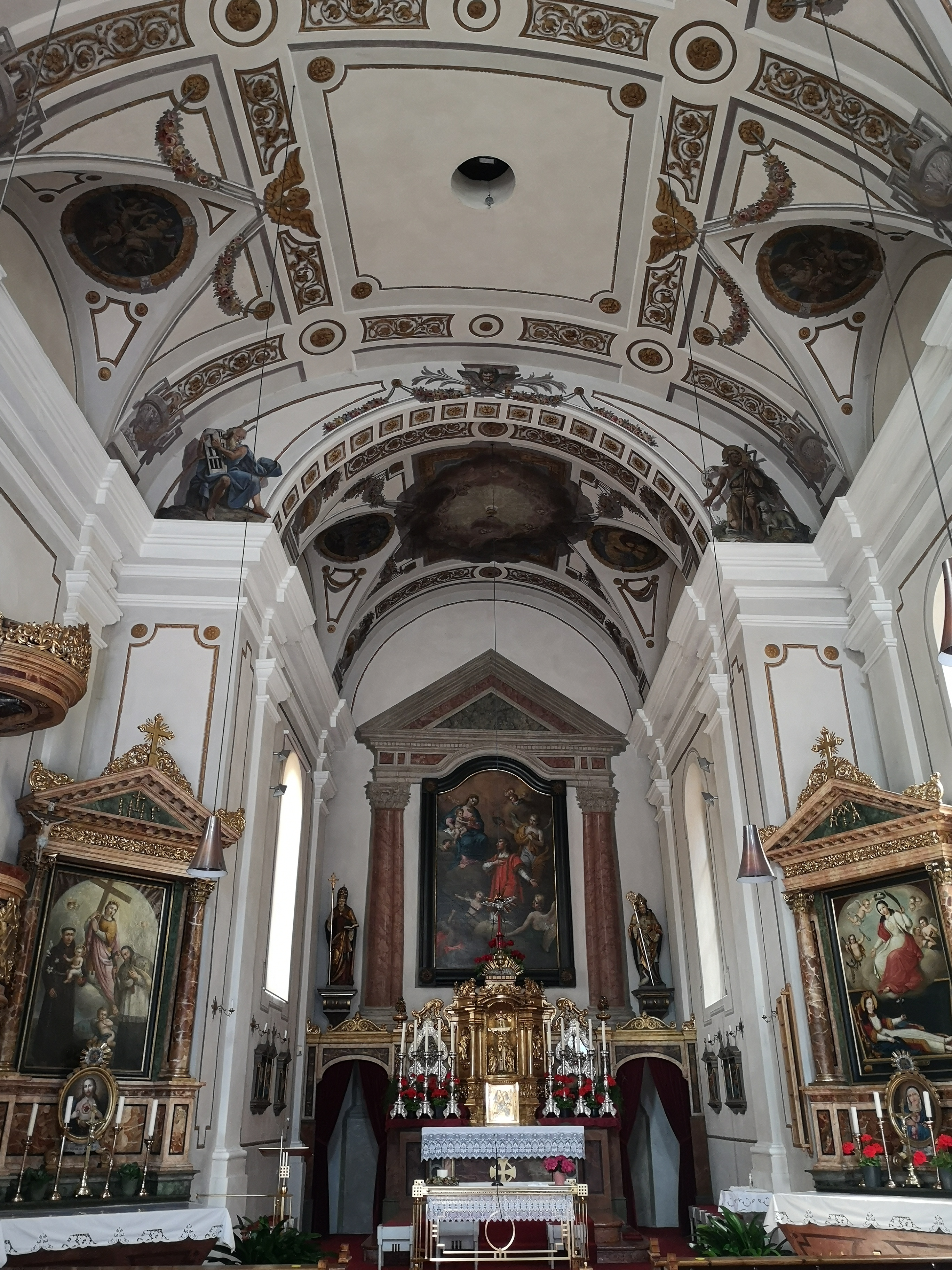
Innenraum von St. Lorenz

Die St.-Lorenz-Kirche in Rentsch (auch St. Laurentius in Rentsch) ist eine Südtiroler Pfarrkirche in Rentsch, einem Stadtteil von Bozen in der ehemaligen Landgemeinde Zwölfmalgreien. Die Kirche befindet sich an der alten Brennerstraße kurz vor der Abzweigung auf den Rittner Berg.
Der ursprünglich romanische Bestand wird 1180 in der Bozner Chronik anlässlich einer Kirchweihe genannt, doch ist eine Kirche bereits in einer Traditionsnotiz des Hochstifts Brixen aus den Jahren 1085–1097 als basilica sancti Laurentii erwähnt.

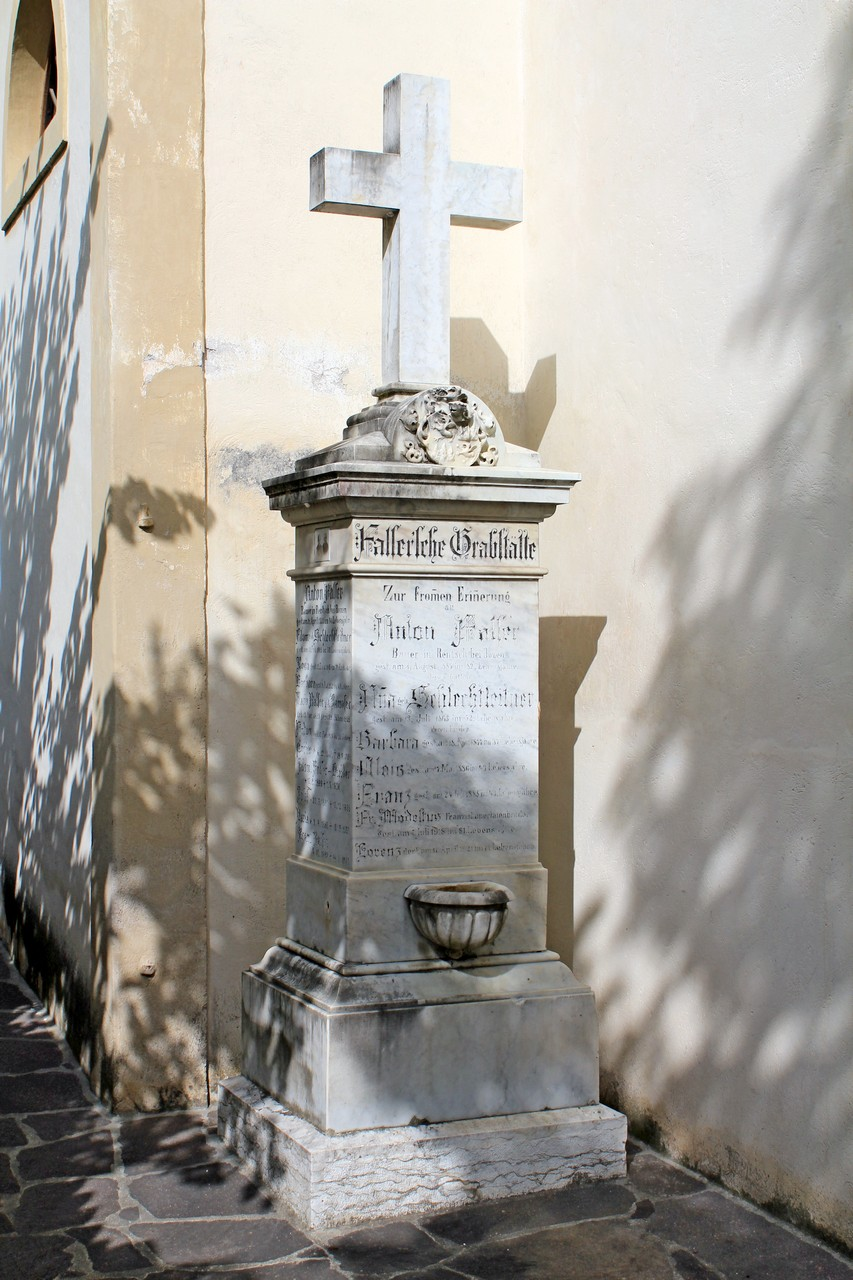
Die Falser’sche Familiengrabstätte an der Kirchenmauer

Von der alten Kirche sind noch der im Jahr 1712 erhöhte Turm mit Biforienfenstern und die Ostapsis mit zwei vermauerten Schlitzfenstern erhalten. Von ihr stammt auch das steinerne Weihwasserbecken mit Wappen und Inschrift Jacobus Weidinger cappelanus MDXIIII (1514). Das heutige, westlich von St. Lorenz positionierte Widum ist die alte St.-Pauls-Kirche, die zusammen mit St. Lorenz 1180 geweiht wurde. St. Paul wurde 1709 mit neuem Turm umgebaut, um 1786 unter Kaiser Joseph II. profaniert und zum Pfarrhaus umfunktioniert. Von den alten Bauformen ist noch die eingebaute alte Rundapsis (mit erneuerten Fenstern) erkennbar. Die Doppelkirche ist noch 1450 als kirchenn sand Pauls vnd sand Laurennczen zu Rónntsch urkundlich bezeugt.
Die heutige Kirche wurde 1823 als einfacher klassizistischer, genordeter Bau mit eingezogenem, gerade abschließenden Chor seitlich an den Turm angebaut. Im Inneren sind ein Tonnengewölbe mit Stichkappen über Pilastern und gekröpftem Gebälk sowie eine Empore. Der Hochaltar, eine freistehende Mensa mit Tabernakel ist eine Arbeit von Joseph Renzler (um 1823). An seiner Rückseite befindet sich ein Altarbild mit dem Hl. Laurentius.
Aus den Jahren 1532 bis 1811 sind fast 100 Rechnungsbücher der St.-Paul- und St.-Lorenz-Kirche im Stadtarchiv Bozen überliefert (Hss. 759–857), die von den jeweiligen Kirchpröpsten geführt wurden. Unter diesen ragten Vertreter der örtlichen Familie Falser hervor, deren Familiengrabstätte sich an der Kirchenmauer befindet.
Die Kirche wurde 1977 unter Denkmalschutz gestellt. Auf dem Platz vor der Kirche befindet sich ein alter Tiefbrunnen aus dem 17. Jahrhundert, der Zigglbrunnen, vor dem seit einigen Jahrzehnten das Kirchweihfest von Rentsch stattfindet.